# Ali Lamine Zeine
Ali Mahamane Lamine Zeine (Zinder, 1965) es un político y economista nigerino. Fue Ministro de Economía y Finanzas de Níger desde noviembre de 2002 hasta febrero de 2010. Actualmente es el primer ministro del país, tras ser designado por la junta militar desde el 8 de agosto de 2023. El 10 de agosto también fue nombrado Ministro de Finanzas por el gobierno militar.

## Biografía
Después de servir como Director del Gabinete del Presidente Mamadou Tandja, Zeine fue nombrado miembro del gobierno como Ministro de Economía y Finanzas el 24 de octubre de 2003.
Después de que el editor de periódico Boussada Ben Ali alegara que Zeine había robado dinero que formaba parte de un contrato de petróleo entre Níger y la República Popular China, Ben Ali fue arrestado el 23 de enero de 2009 y condenado a tres meses de prisión por difundir información falsa el 6 de febrero de 2009.
Tandja fue derrocado en un golpe militar el 18 de febrero de 2010 y su gobierno fue disuelto. Como uno de los asociados clave de Tandja, Zeine fue uno de los tres únicos ministros que no fueron liberados rápidamente del arresto domiciliario en los días posteriores al golpe de Estado. Según uno de los líderes de la junta, el coronel Djibrilla Hamidou Hima, los ministros "todavía bajo vigilancia" habían tenido "carteras muy sensibles" y, por lo tanto, era necesario "garantizar su seguridad". El MNSD pidió la liberación de Zeine, Tandja y los demás.